# I-46 (sous-marin)
Pour les articles homonymes, voir I-46.
Le I-46 (イ-46) est un sous-marin japonais de Type Junsen C de la sous-classe C1 construits pour la marine impériale japonaise.
Pendant la Seconde Guerre mondiale, il a opéré pendant la bataille de Leyte et la bataille du golfe de Leyte avant d'être perdu en octobre 1944. 

## Description
Les sous-marins de type C ont été dérivés du Type Kaidai VI avec un armement de torpilles plus lourd pour les attaques à longue distance. Ils ont déplacé 2 595 tonnes en surface et 3 618 tonnes en immersion. Les sous-marins mesuraient 109,3 mètres de long, avaient une largeur de 9,1 mètres et un tirant d'eau de 5,3 mètres. Ils possédaient une profondeur de plongée de 100 mètres.
Pour la navigation de surface, les sous-marins étaient propulsés par deux moteurs diesel de 6 200 chevaux (4 623 kW), chacun entraînant un arbre d'hélice. En immersion, chaque hélice était entraînée par un moteur électrique de 1 000 chevaux-vapeur (746 kW). Ils pouvaient atteindre 23,6 noeuds (43,7 km/h) en surface et 8 noeuds (15 km/h) sous l'eau. En surface, les C1 avaient une autonomie de 14 000 milles nautiques (26 000 km) à 16 noeuds (30 km/h) ; en immersion, ils avaient une autonomie de 60 milles nautiques (110 km) à 3 noeuds (5,6 km/h).
Les sous-marins étaient armés de huit tubes lance-torpilles de 533 mm à l'avant et transportaient un total de 20 torpilles. Ils étaient également armés d'un seul canon de pont de 140 mm/40 et de deux supports simples ou doubles pour les canons antiaériens Type 96 de 25 mm. Ils étaient équipés pour transporter un sous-marin de poche de type A à l'arrière de la tour de contrôle.

## Construction
Commandé dans le cadre du Programme rapide de complément d'armement naval et construit par l'Arsenal naval de Sasebo au Japon, le I-46 a été mis sur cale le 21 novembre 1942 sous le nom de Sous-marin n°376. Il a été renommé I-46 le 25 mai 1943 et lancé le 3 juin 1943 et provisoirement rattaché au district naval de Yokosuka. Il a été achevé et mis en service le 29 février 1944.

## Histoire de service
Lors de sa mise en service, le I-46 a été officiellement rattaché au district naval de Yokosuka et affecté au 11e escadron de sous-marins pour les essais en mer et les entraînements. Au cours d'une sortie d'entraînement dans le Iyo-nada le 2 avril 1944, le I-46 est entré en collision sous l'eau avec le sous-marin Ro-46 au large de Minase Bight, au sud-ouest du phare de Kominasa, à 21h45, endommageant sa tour de contrôle et ses périscopes. Après avoir été réparé et testé, il est arrivé à l' Arsenal naval de Sasebo le 7 mai 1944 pour des réparations supplémentaires.
Le I-46 a été réaffecté à la 15e division de sous-marins de la 6e Flotte le 30 mai 1944. Le 12 août 1944, son commandant a soumis un mémorandum au quartier général de la 6e Flotte et au commandant du 11e escadron de sous-marins suggérant des améliorations à l'installation du radar de recherche aérienne de type 13 et l'application du revêtement anti-radar à bord du I-46.
Le 13 octobre 1944, la Flotte combinée a ordonné l'activation de l'opération Shō-Gō 1, la défense des îles Philippines, en prévision d'une invasion américaine des îles. Le I-46 quitta Kure, au Japon, pour commencer sa première patrouille de guerre et participer à Shō-Gō 1, qui lui assigna une zone de patrouille de 120 milles nautiques (220 km) à l'est de Leyte aux Philippines, en tant que membre du groupe "B" .
Le 20 octobre 1944, la bataille de Leyte a commencé par le débarquement des États-Unis sur Leyte, en réponse duquel des unités importantes de la marine impériale japonaise ont convergé sur Leyte, ce qui a donné lieu à la bataille du golfe de Leyte, qui a duré du 23 au 26 octobre 1944. Le 24 octobre, la 6e Flotte a ordonné à onze sous-marins, dont le I-46, de converger dans une zone s'étendant de Samar au détroit de Surigao.
Le 25 octobre 1944, alors que le I-46 opérait à l'est de Leyte, un avion de patrouille américain l'a forcé à plonger à 6h45, un navire qu'il a identifié grâce au bruit de ses hélices comme étant un destroyer l'a poursuivi pendant les onze heures suivantes, au cours desquelles il a entendu plus de 200 explosions de grenades sous-marines à distance.
Le 26 octobre 1944, le I-46 a transmis un rapport selon lequel il avait aperçu un petit convoi allié à l'est de sa zone de patrouille, mais après, on n'a plus jamais entendu parler de lui. Lorsque la 6e Flotte lui a ordonné de se rendre dans une nouvelle station de patrouille à l'est de Leyte le 27 octobre 1944, il ne l'a pas reconnu.

### Perte
Les circonstances de la perte du I-46 restent inconnues. Le 28 octobre 1944, à 12h18, les destroyers USS Gridley et Helm ont détecté un sous-marin qui tentait de pénétrer l'écran de protection du Task Group 38.4 (groupe opérationnel 38.4) de la marine américaine - qui comprenait les porte-avions USS Enterprise, Franklin, Belleau Wood et San Jacinto - à l'est de Leyte. Alors que les porte-avions s'éloignaient à grande vitesse du contact avec le sous-marin, le Gridley a effectué trois attaques par grenades sous-marines contre le sous-marin et le Helm en a effectué quatre.Après la quatrième attaque, qui a eu lieu à 14h11, une grande explosion suivie de deux plus petites s'est produite. Des bulles d'air et d'huile sont apparues à la surface, et les planches de pont endommagées ainsi que des restes humains ont été récupérés après l'attaque. Le sous-marin a coulé à la position géographique de 10° 58′ N, 127° 13′ E.
Le 30 octobre et le 1er novembre 1944, les I-26, I-46 et I-54 n'ont pas fait les rapports de situation quotidiens prévus à 19 heures. Le 2 décembre 1944, la marine impériale japonaise a déclaré que le I-46 était présumé perdu à l'est des Philippines avec la perte des 112 hommes à bord. Il a été rayé de la liste de la marine le 10 mars 1945.
L'identité du sous-marin coulé par le Gridley et le Helm reste un mystère, et a été signalé à la fois comme le I-46 et le I-54. En 1976, il a également été suggéré que le destroyer d'escorte USS Lawrence C. Taylor a coulé le I-46 dans la mer des Philippines à l'est de Samar le 18 novembre 1944, bien que le sous-marin coulé par le Lawrence C. Taylor était probablement le I-41,.